# Letuce
Letuce foi um duo brasileiro, formado em 2008 no Rio de Janeiro por Letícia Novaes e Lucas Vasconcellos. Seu som, próximo à MPB, mistura elementos da lounge music, do indie rock e do pop.
Em 2009, o duo lançou seu primeiro álbum, intitulado Plano de Fuga pra Cima dos Outros e de Mim, pelo selo Bolacha Discos. Em 2012, pelo mesmo selo, a Letuce lançou seu segundo álbum de estúdio, Manja Perene. Em 2015, o grupo lançou o Estilhaça. Em 2016, encerraram as atividades.

## História
O duo se conheceu em outubro de 2007, quando Letícia e Lucas se conheceram através de amigos em comum e, imediatamente, iniciaram um relacionamento amoroso e decidiram iniciar um projeto. O nome, Letuce, era o apelido de Letícia em seu Fotolog. Ambos eram membros de outras bandas antes de começarem a trabalhar juntos. No ano seguinte, a Letuce fez seu primeiro show na Cinemathèque, antiga casa de shows em Botafogo, na zona sul do Rio de Janeiro. Em 2009, a dupla lança seu primeiro álbum, Fuga pra Cima dos Outros e de Mim, pela gravadora Bolacha Discos. O segundo álbum, Manja Perene, foi lançado em 2012 pela mesma gravadora. 
Em 2013, o casal anunciou o término de seu relacionamento amoroso mas afirmou que não iriam acabar com a banda; no mesmo ano, alguns meses mais tarde, a Letuce voltou a estúdio para a produção de seu terceiro e último álbum. A banda só terminou no final de 2016.
A dupla participou de diversos projetos, como o Oi Novo Som, Música de Bolso e Som Brasil.

## Discografia
- Plano de Fuga pra Cima dos Outros e de Mim (2009)
- Manja Perene (2012)
- Estilhaça (2015)